# Cedric Dubler
Cedric Dubler (Brisbane, 13 gennaio 1995) è un multiplista australiano, primo decatleta australiano a ritornare a partecipare ad un'edizione dei Giochi olimpici nel Rio de Janeiro 2016, dopo 16 anni di assenza.

## Palmarès
| Anno | Manifestazione                | Sede           | Evento           | Risultato  | Prestazione | Note                                   |
| ---- | ----------------------------- | -------------- | ---------------- | ---------- | ----------- | -------------------------------------- |
| 2012 | Mondiali juniores             | Barcellona     | Decathlon        | 4º         | 7584 p.     |                                        |
| 2013 | Campionati oceaniani          | Papeete        | Salto con l'asta | Oro        | 4,50 m      |                                        |
| 2013 | Campionati oceaniani          | Papeete        | Salto in alto    | Oro        | 2,06 m      |                                        |
| 2013 | Campionati oceaniani          | Papeete        | Salto in lungo   | Oro        | 7,24 m      |                                        |
| 2014 | Campionati oceaniani juniores | Rarotonga      | Salto in alto    | Oro        | 2,09 m      |                                        |
| 2014 | Campionati oceaniani juniores | Rarotonga      | 100 m piani      | Semifinale | 10"98       |                                        |
| 2014 | Campionati oceaniani juniores | Rarotonga      | 400 m piani      | Batteria   | 51"00       |                                        |
| 2014 | Mondiali juniores             | Eugene         | Decathlon        | Argento    | 8094 p.     | Miglior prestazione oceaniana under 20 |
| 2015 | Campionati oceaniani          | Cairns         | 100 m hs         | Argento    | 14"72       |                                        |
| 2016 | Giochi olimpici               | Rio de Janeiro | Decathlon        | 14º        | 8024 p.     |                                        |
| 2017 | Mondiali                      | Londra         | Decathlon        | 18º        | 7728 p.     |                                        |
| 2018 | Giochi del Commonwealth       | Gold Coast     | Decathlon        | Bronzo     | 7983 p.     |                                        |
| 2019 | Campionati oceaniani          | Townsville     | Decathlon        | Argento    | 8031 p.     |                                        |
| 2019 | Mondiali                      | Doha           | Decathlon        | 11º        | 8101 p.     |                                        |
| 2021 | Giochi olimpici               | Tokyo          | Decathlon        | 21º        | 7008 p.     |                                        |
| 2022 | Mondiali                      | Eugene         | Decathlon        | 8º         | 8246 p.     |                                        |
| 2022 | Giochi del Commonwealth       | Birmingham     | Decathlon        | Bronzo     | 8030 p.     |                                        |
| 2023 | Mondiali                      | Budapest       | Decathlon        | dnf        | dnf         |                                        |